# 뮤직 온 탑
뮤직 온 탑(Music on top)은 JTBC에서 방송된 음악 순위 차트 프로그램이었다. 중앙일보 본사 호암아트홀에서 생방송하였으며, 당일 오전 10시부터 번호표를 배부하고 오후 5시 30분부터 번호 순서대로 입장했다.

## 역사
뮤직 온 탑은 2011년 12월 8일부터 첫 방송을 시작하였다. 2011년 12월에는 순위를 매기지 않고 특집으로 꾸며졌으며, 2012년부터 본격적으로 '뮤직 온 탑'을 뽑게 되었다. 원래 매주 목요일에 방송했다가 엠카운트다운과의 동시간대 경쟁에서 뒤처짐에 따라 2012년 2월 방송부터 매주 수요일로 시간대를 변경하였다. 그러나 최근 시청률 저조로 인해 2012년 3월 21일 방송부터 계속 결방했으며 오는 4~5월 중에 다시 방송을 재개 할 것이라고 밝혔지만 재개하지 못하고 사실상 종영되었다. 하지만 2012년 4월 이후에는 종합편성채널 음악 차트 순위 프로그램 없는 것으로 알려지만, 음악 전문 프로그램으로 히든싱어나 팬텀싱어, 투유 프로젝트 - 슈가맨, 비긴 어게인 등의 비정기적 편성되고 있다.

### 역대 MC
- 윤두준 (2011년 12월 8일 ~ 2012년 1월 26일)
- 이현우 (2011년 12월 8일 ~ 2012년 4월 4일)
- G.NA (2012년 2월 9일 ~ 2012년 4월 4일)

 스페셜 MC 
- 민아 (2012년 1월 12일)
- 이재진, 최민환 (2012년 4월 4일)

## 뮤직온탑 선정 방식
1~5번까지의 사전 집계결과를 바탕으로 뮤직온탑10을 선정하고, 6번의 결과를 반영하여 뮤직온탑을 선정한다 단, 방송 중 실시간 투표 현황만을 잠시 공개할 뿐 최종 집계 점수는 공개하지 않는다.
1. 음원 판매량 (50%) : 5개 음원사이트 (소리바다, 벅스뮤직, 멜론, 올레뮤직, 엠넷닷컴) 주간 점유율 합산
2. 음반 판매량 (10%) : 3개사 (한터차트, 핫트랙스, 미디어신나라) 판매량 점수화
3. 시청자 선호도 조사 (10%) : 성별, 연령별, 지역별, 인구센서스 비에 따라 후보곡 중 '가장 좋아하는 노래'의 곡 별 점유율을 낸 후 점수화
4. 온라인 투표 (15%) : JTBC 홈페이지 온라인 투표 (금~일 요일 투표 가능. 1일 1회씩 투표 가능. 1회당 5곡을 투표할 수 있다.)
5. 자문 위원단 점수 (5%) : 음악 전문 자문위원단 점수
6. 실시간 SNS 투표 (10%) : 사전집계 결과 선정된 TOP10 곡을 대상으로 실시간 SNS 투표 실시.

생방송 중 m.jtbc.co.kr 또는 뮤직온탑 공식 트위터/페이스북/미투데이를 통해 참여 가능

## 역대 뮤직 온 탑

#### 2012년
| 1월 - 1월 5일 - 트러블 메이커 Trouble Maker - 1월 12일 - 아이유 너랑 나 - 1월 19일 - 티아라 Lovey-Dovey (골든디스크 방송으로 인한 결방) - 1월 26일 - 티아라 Lovey-Dovey (2주 연속) 2월 - 2월 2일 - 티아라 Lovey-Dovey (3주 연속) - 2월 9일 - 티아라 Lovey-Dovey (4주 연속) - 2월 15일 - FT 아일랜드 지독하게 - 2월 22일 - FT 아일랜드 지독하게 (2주 연속) - 2월 29일 - FT 아일랜드 지독하게 (3주 연속) 3월 - 3월 7일 - miss A Touch - 3월 14일 - 빅뱅 BLUE (마지막 방송) |

## 코너

### 백스테이지
방송 중간중간에 백스테이지에서 출연 가수들을 만나는 코너이다.

## 관련 음악 프로그램
- 뮤직뱅크 (KBS2) - 금요일
- 쇼 음악 중심 (MBC) - 토요일
- SBS 인기가요 (SBS) - 일요일
- WAVE K-POP (OBS) - 일요일 (종영)
- Show K Music (MBN) - 일요일 (종영)
- K POPCON (채널A) - 화요일 (종영)
- M COUNTDOWN (Mnet) - 목요일
- 쇼 챔피언 (MBC MUSIC) - 수요일
- 쇼 뮤직탱크 (KMTV) - 금요일(변경전 토요일) (종영)